# Three Horses Beer
Three Horses Beer, THB – piwo jasne warzone przez madagaskarski browar Star. Zawiera 5,4% alkoholu.
Jest sprzedawane w małych (33 cl) i dużych (65 cl) butelkach na terenie całego Madagaskaru; zwykle ciemnych.
Oprócz Madagaskaru sprzedawane na Reunionie, Majotcie i Komorach, a także we Francji.
Uznawane za narodowe piwo Madagaskaru jest najpopularniejszym piwem w tym kraju.
Najpopularniejszym rodzajem jest THB Pilsener. Oprócz niej oferowane są rodzaje Special (6,2% alk.), Lite (1% alk.) i Fresh (1%).
Marka THB istnieje od 1958 i jest sponsorem tytularnym madagaskarskiej ligi piłkarskiej.

## Galeria

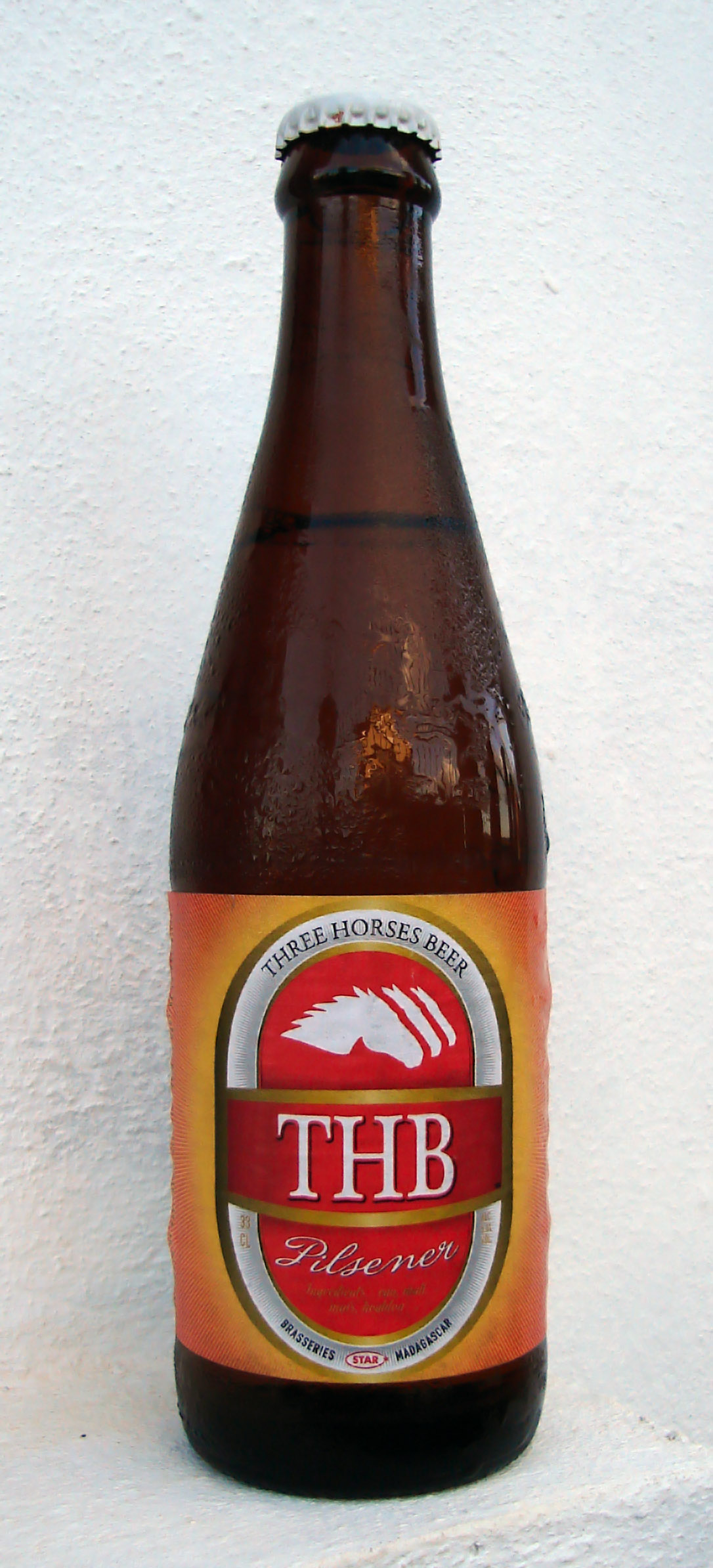
Mała butelka THB
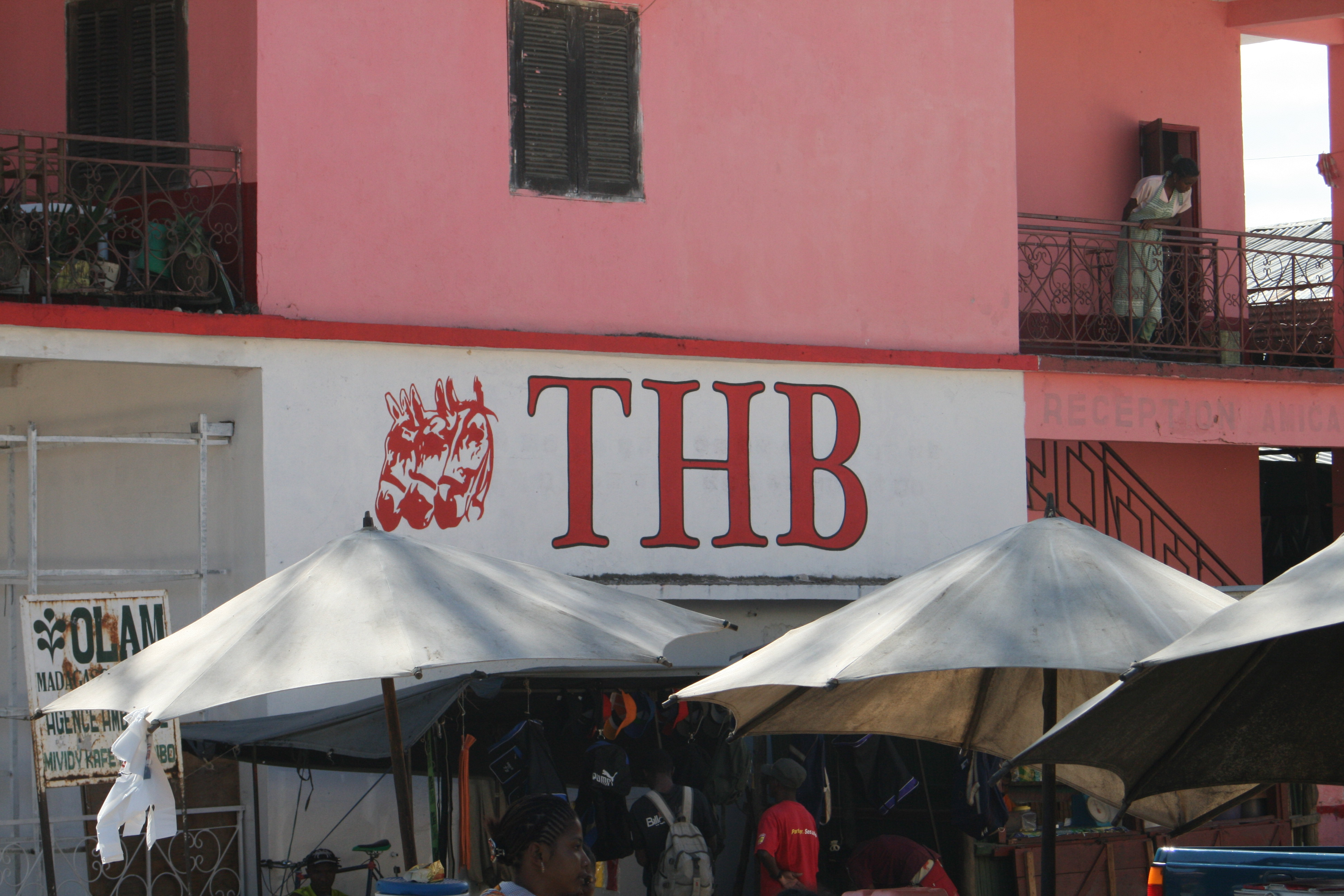
Logo firmy na jednym z pubów w Madagaskarze
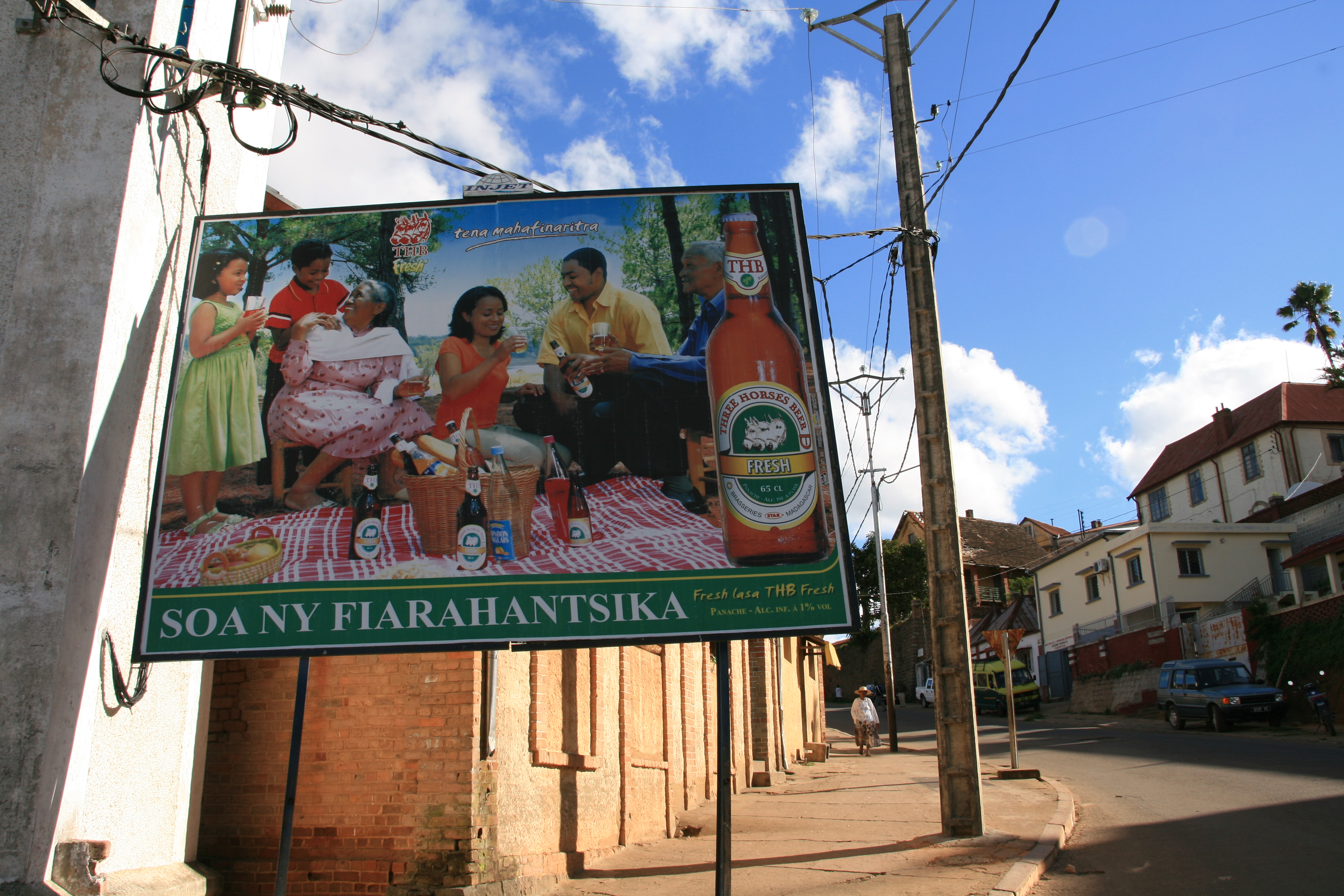
Reklama firmy w Fianarantsoa